# Прощай, Берлин
«Проща́й, Берли́н» (англ. Goodbye to Berlin) — частично автобиографический роман, написанный Кристофером Ишервудом в 1939 году, о его проживании в Берлине времён Веймарской республики в начале 1930-х годов и до прихода к власти нацистов. «Прощай, Берлин» входит в сборник романов «Берлинские истории» вместе с романом «Труды и дни мистера Норриса», написанного Ишервудом о том же периоде своей жизни. Роман лёг в основу сюжета фильма «Кабаре» (1972).

## Сюжет
Роман разбит на шесть связанных между собой частей, описывающих разные истории людей, которых Ишервуд встречал в период своего проживания в Берлине с конца 1930 по начало 1933 года: «Берлинский дневник (осень 1930)», «Салли Боулз», «На острове Рюген (лето 1931)», «Новаки», «Ландауэры» и «Берлинский дневник (Зима 1932—1933)».
В романе можно наблюдать изменение немецкого общества от свободных и раскрепощённых нравов времён Веймарской республики к жёстким и насильственным акциям нацистов, пришедших к власти в 1933 году, против евреев и политических оппонентов. Роман был опубликован в 1939 году и показывал основные слои немецкого общества, пострадавшие от политики НСДАП.

## Центральные персонажи
- Кристофер Ишервуд — молодой писатель, переехавший из Англии в Берлин с целью написать свой новый роман. Живёт на скромные доходы, получаемые от преподавания английского языка и переводов.
- Фрейлейн Шрёдер — хозяйка берлинской квартиры, в которой автор в разные периоды снимал комнату
- Салли Боулз — легкомысленная начинающая артистка и певица кабаре, также эмигрировавшая из Англии. Девушка придерживается очень свободных нравов. Прототипом стала берлинская знакомая автора Джин Росс (Jean Ross)
- Наталья Ландауэр — молодая девушка из богатой еврейской семьи
- Бернгард Ландауэр — бизнесмен с еврейскими корнями, погибший от рук нацистов
- Питер Уилкинсон — богатый англичанин, гомосексуал, страдающий от одиночества и отсутствия цели жизни
- Отто Новак — молодой выходец из бедной рабочей семьи, бисексуал, зарабатывающий деньги как жиголо для обеспеченных клиентов обоих полов.

## Экранизация и постановки
В 1966 году на Бродвее был показан мюзикл «Кабаре». Мюзикл неоднократно ставился в театрах по всему миру.
В 1972 году вышел фильм «Кабаре», номинированный на 10 премий Оскар и получивший 8 наград. В числе лауреатов была Лайза Минелли, сыгравшая Салли Боулз. Она удостоилась награды за лучшую женскую роль.